# Start Point (Südgeorgien)
Der Start Point ist eine Landspitze an der Nordküste Südgeorgiens. Am Ufer der Bay of Isles markiert sie die östliche Begrenzung der Einfahrt zur Ample Bay.
Wissenschaftler der britischen Discovery Investigations, die wahrscheinlich auch die Benennung vornahmen, kartierten sie zwischen 1929 und 1930. Der weitere Benennungshintergrund ist nicht überliefert.